# Taihō (era)
La era Taihō (大宝?) fue una era japonesa (年号 nengō?) que abarcó del año 701 a 704. Anterior a esta era existe una ruptura en la continuidad del nombramiento de las eras, siendo la era anterior la Shuchō (686-687) y la posterior la era Keiun (704-708). El emperador gobernante fue Mommu-tennō (文武天皇?).

## Cambio de era
- Taihō gannen (大宝元年?); 701: La nueva era Taihō («Gran tesoro») fue proclamada para que quedara registrada en la posteridad la creación del «gran tesoro» de las leyes y organización codificada. La nueva era comenzó el 21.er día del tercer mes del año 701.[2]

## Eventos en la era Taihō
- Taihō 2 (702): El Código Taihō o Código de Taihō (大宝律令 Taihō-ritsuryō?) o Taihōryō reorganiza el gobierno central y culmina muchas de las reformadas iniciadas en la reforma Taika de 646.[3]